# Alysicarpus ludens
Alysicarpus ludens är en ärtväxtart som beskrevs av Cornelis Andries Backer. Alysicarpus ludens ingår i släktet Alysicarpus och familjen ärtväxter. Inga underarter finns listade i Catalogue of Life.